# Манилы (Харьковская область)
Манилы (укр. Манили) — село в Валковской городской общине Богодуховского района Харьковской области Украины.
Код КОАТУУ — 6321284509. Население по переписи 2001 г. составляет 21 (8/13 м/ж) человек.

## Географическое положение
Село Манилы находится на расстоянии в 1 км от сёл Мирошники и Великая Кадыгробовка.

## История
- 1821 - дата основания.

## Экономика
- В селе была молочно-товарная ферма.

## Известные люди
- Онопченко Николай Маркович - родился в 1920 г. в селе Манилы, Герой Советского Союза.
- Манойло, Николай Фёдорович (1927- 1998) - оперный певец, народный артист СССР (1976)